# سیاه‌خروس دم‌سیخ کوچک
سیاه‌خروس دم‌سیخ کوچک یا سیاه‌خروس دم‌سیخ گانیسون یا سیاه‌خروس گانیسون (نام علمی: Centrocercus minimus) یک گونه از سیاه‌خروس‌های بومی ایالات متحده آمریکا است. از نظر ظاهری شبیه سیاه‌خروس دم‌سیخ بزرگ (Centrocercus urophasianus) است، اما اندازه آن تقریباً یک سوم کوچک‌تر است و دارای پرهای بسیار ضخیم در پشت سر است. همچنین دارای نماش رقص جفت‌یابی کمتر استادانه‌ای است. در محدوده جنوب غربی کلرادو و منتهی الیه جنوب شرقی یوتا، با بیشترین جمعیت ساکن در منطقه حوضه Gunnison در کلرادو، محدود شده‌است. علیرغم اینکه بومی کشوری است که در آن زیاگان پرندگان به‌نسبت شناخته‌شده هستند، تا دهه ۱۹۹۰ به دلیل شباهت‌های بسیار با سیاه‌خروس دم‌سیخ کوچک نادیده گرفته می‌شد و تنها در سال ۲۰۰۰ به عنوان گونه‌ای جدید توصیف شد و آن را به نخستین گونه جدید از پرندگان تبدیل کرد که در ایالات متحده آمریکا پس از قرن ۱۹ توصیف شد. توصیف C. minimus به عنوان یک گونه جداگانه توسط یک مطالعه مولکولی از تنوع ژنتیکی پشتیبانی می‌شود، که نشان می‌دهد جریان ژنی بین پرندگان با جثه بزرگ و کوچک وجود ندارد.